# NGC 4506
NGC 4506 ist eine spiralförmige Zwerggalaxie mit ausgedehnten Sternentstehungsgebieten vom Hubble-Typ Sa im Sternbild Coma Berenices am Nordsternhimmel. Sie ist schätzungsweise 23 Millionen Lichtjahre von der Milchstraße entfernt und hat einen Durchmesser von etwa 11.000 Lj. Die Galaxie wird unter der Katalogbezeichnung VCC 1419 als Mitglied des Virgo-Galaxienhaufens aufgeführt.
Im selben Himmelsareal befinden sich u. a. die Galaxien NGC 4477, NGC 4479, IC 3501, IC 3520.
Das Objekt wurde am 14. Januar 1787 vom deutsch-britischen Astronomen William Herschel entdeckt.